# Ignace Laurens
Ignace Laurens est un homme politique français né et mort à une date inconnue.

## Biographie
Homme de loi au Puy-en-Velay, il est député de la Haute-Loire du 30 août 1791 au 20 septembre 1792, siégeant dans le groupe de la plaine.

## Sources
- « Ignace Laurens », dans Adolphe Robert et Gaston Cougny, Dictionnaire des parlementaires français, Edgar Bourloton, 1889-1891 [détail de l’édition]